# 쥘리아 뒤쿠르노
쥘리아 뒤쿠르노(프랑스어: Julia Ducournau, 1983년 11월 18일 ~ )는 프랑스의 영화 감독, 영화 각본가이다. 데뷔 영화 《로우》를 통해 주목 받는 신예 감독이 되었다. 2021년, 두 번째 영화 《티탄》을 통해 칸 영화제 황금종려상을 수상했다. 이로써 제인 캠피언을 이어 영화사상 황금종려상을 수상한 두 번째 여성 감독이 되었다.

## 작품 목록

### 감독
- 《쥬니어》 (2011; 단편)
- 《Mange》 (2012; 텔레비전 영화, 공동 연출)
- 《로우》 (2016)
- 《티탄》 (2021)
- 《알파》 (2025)